# Rudnik Mežica
Rudnik svinca in cinka Mežica je eden najstarejših rudnikov v Evropi, s prvimi pisnimi omembami iz leta 1665. 

## Zgodovina
Rudo so na tem območju odkrili že Rimljani. Prvi zapis o odkopanem svincu pod Peco se nahaja v računski knjigi koroškega vojvode Ernesta Železnega iz l.1424. Leto 1665 pa je bilo izdano prvo dovoljenje za opravljanje rudarskih del. Rudarjenje svinčeve in cinkove rude se je nadaljevalo 332 let z nekaj vmesnimi prekinitvami. Leta 1620 se je v Črno naselil fužinar in rudar iz Labotske doline Melhior Puc ter prenesel tudi svoje koncesije za dve talilni peči. Leta 1624 je rudnik in fužine prodal grofu H. L. Thurnu iz Pliberka. Šele leta 1809, ko je rudnik pripadel Napoleonovim Ilirskim provincam, je mežiški rudnik doživel svoj vzpon. Rudarska družba Brunnerja - Kompoša je uvedla sodobne tehnike in metode dela. Leta 1871 je bila ustanovljena družba Bleiberger Bergwers Union in prevzela vse obrate na tem območju, po letu 1896 pa se je osredotočila na predelavo rude v Žerjavu. Proizvodnja je hito naraščala in dosegla po 1. svetovni vojni 1% svetovne prozvodnje svinca. Leta 1921 je prevzela rudnik angleška družba The Central European Mines Limited Mežica, leta 1945 pa je bilo podjetje podržavljeno. V letih od letih 1898 - 1965 je bilo zgrajenih 10 električnih central. Od teh obratujeta le še dve največji, obe v podzemlju rudnika. Leta 1907, z združitvijo hidroelektrarn v Žerjavu, Podpeci in na Poleni, je v Mežici nastal prvi elektro-energetski sistem vzporedno delujočih elektrarn v Sloveniji. Od leta 1917 do 1934 je imel rudnik tudi svojo, 13 km dolgo, ozkotirno železnico od Prevalj do Žerjava.
Zaradi izčrpanih rudnih zalog je bilo leta 1993 odkopavanje ustavljeno, topilnica svinčenih odpadkov in tovarna akumulatorjev sta začela z uvažanjem svinca. Rudnik je bil preurejen v muzej, znotraj rudnika je bila zgrajena kolesarska pot. V rudniku je urejen tudi prostor namenjen koncertom in drugim različnim dogodkom.
V vseh letih so izkopali več kot 800 km rovov. Večino rovov so izkopali v trdo kamenino, rudo in jalovino pa so iz rudnika odvažali z vozički po številnih transportnih poteh.

## Podzemlje Pece
Na območju zaprtega rudnika je danes urejena turistična ponudba, ki obsega:
Ogled dela rudnika, kjer so predstavljeni načini rudarjenja in rudarska oprema, ki so jo rudarji uporabljali v različnih zgodovinskih obdobjih. Po 3,5 km dolgem Glančnikovem rovu se z rudniškim vlakcem pripelje do revirja Moring in ogled nadaljuje po 1,5 km dolgi trasi do koder se povzpne po stopnicah eno obzorje više.
Kolesarjenje skozi opuščene rove v spremstvu vodiča in soju naglavnih svetilk poteka po več kot pet kilometrov dolgi podzemni poti iz ene doline v drugo. Kolesarska pot se prične na Igrčevem (643 m.n.v.) nad Črno na Koroškem in konča v drugi dolini Breg pri Mežici.
Ogled muzeja, ki se nahaja na Glančniku. Stavbo so zgradili leta 1928 angleški lastniki rudnika. V pritličju in prvem nadstropju so se nahajali upravni prostori, v drugem nadstropju pa stanovanja za rudarske nadzornike. Muzej obsega zbirko rud, mineralov in fosilov, maketo rudnika, rudarske karte in jamomerske inštrumente med katerimi je najstarejša ohranjena iz leta 1786. Urejeno je tudi tipično stanovanje rudarske družine. Tu pa je tudi zbirka fotografij naravoslovnega fotografa Maksa Kunca.
- Rudniški vlakec
- Prevoz opreme
- Ruda galenit
- Teodolit iz muzejske zbirke
- Galenit